# Anat život není
Anat život není je páté studiové album českého písničkáře Tomáše Kluse, které vydal se svou kapelou pod názvem Tomáš Klus a jeho cílová skupina. Album bylo vydáno 29. června 2015 vlastním nákladem a s distribucí u Bontonlandu.

## O albu
Již v dubnu byl vydán videoklip k písni „Přeju Ti“.
Album se zabývá protiválečnými tématy. Nahrávalo se v divadle v areálu Stará střelnice v Hranicích. Produkci alba vytvořiva kolektivně celá skvadra Cílová skupina. Grafickou podobu alba zpracovala výtvarnice Léna Brauner.
Prvním singlem byla v červnu 2015 zvolena píseň „JdeVoZem“. Ta se umístila na 51. příčce v žebříčku TOP 100 ČNS IFPI.
Křest alba proběhl 27. června 2015 v areálu u obce Svojšice u Pardubic.
Po vydání se album na první příčce žebříčku Albums – Top 100 udrželo dva týdny.

## Seznam skladeb
1. Úvodem
2. Tamaře
3. Zmrzlým
4. Přeju Ti
5. Okuropění
6. Poprvé
7. HarmoNico
8. PutOff
9. JdeVoZem
10. Anat
11. MořeŠtik